# Alf Ramsey
Alfred Ernest Ramsey (London, 1920. január 22. – Ipswich, 1999. április 28.), angol válogatott labdarúgó, edző.

## Pályafutása
Az 1966-ban hazai pályán világbajnoki címet szerzett angol válogatott szövetségi kapitánya volt.
Játékosként az angol válogatott tagjaként részt vett az 1950-es világbajnokságon.

## Sikerei, díjai

### Játékosként
Tottenham
- Angol bajnok (1): 1950–51
- Angol szuperkupa (1): 1951

### Edzőként
Ipswich Town
- Angol bajnok (1): 1961–62
- Angol másodosztály (1): 1960–61
- Angol harmadosztály (1): 1956–57

Anglia
- Világbajnok (1): 1966
- Európa-bajnoki bronzérmes (1): 1968

## Edzői statisztika
| Csapat          | Nemzet         | –tól             | –ig            | Mérleg     | Mérleg | Mérleg | Mérleg | Mérleg | Mérleg |
| M               | GY             | D                | V              | Győzelem % | jegyz. |        |        |        |        |
| --------------- | -------------- | ---------------- | -------------- | ---------- | ------ | ------ | ------ | ------ | ------ |
| Ipswich Town    | Anglia         | 1955. augusztus  | 1963. április  | 369        | 176    | 75     | 118    | 47,7   | [ 1 ]  |
| Anglia          | Anglia         | 1963. május      | 1974. május    | 113        | 69     | 27     | 17     | 61,1   | [ 2 ]  |
| Birmingham City | Anglia         | 1977. szeptember | 1978. március  | 28         | 11     | 4      | 13     | 39,3   | [ 3 ]  |
| Teljes Karrier  | Teljes Karrier | Teljes Karrier   | Teljes Karrier | 510        | 256    | 106    | 148    | 50,2   | —      |